# Шесле
Шесле́ (фр. Chesley) — коммуна во Франции, находится в регионе Шампань — Арденны. Департамент — Об. Входит в состав кантона Шаурс. Округ коммуны — Труа.
Код INSEE коммуны — 10098.
Коммуна расположена приблизительно в 165 км к юго-востоку от Парижа, в 115 км южнее Шалон-ан-Шампани, в 36 км к югу от Труа.

## Население
Население коммуны на 2008 год составляло 339 человек.
| 1962 | 1968 | 1975 | 1982 | 1990 | 1999 | 2008 |
| ---- | ---- | ---- | ---- | ---- | ---- | ---- |
| 440  | 399  | 353  | 344  | 317  | 320  | 339  |

## Экономика
В 2007 году среди 200 человек в трудоспособном возрасте (15—64 лет) 147 были экономически активными, 53 — неактивными (показатель активности — 73,5 %, в 1999 году было 64,7 %). Из 147 активных работали 135 человек (74 мужчины и 61 женщина), безработных было 12 (6 мужчин и 6 женщин). Среди 53 неактивных 13 человек были учениками или студентами, 19 — пенсионерами, 21 были неактивными по другим причинам.

## Фотогалерея

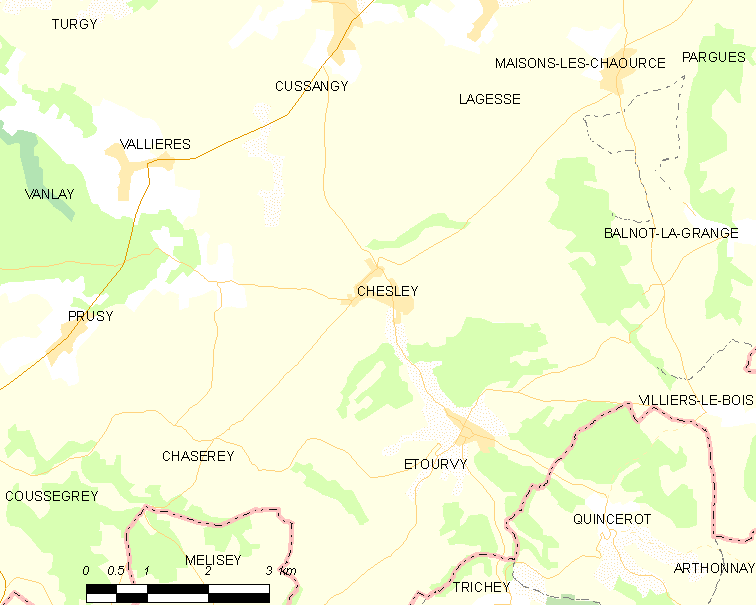
Карта коммуны